# Ernst Carl Christian Bach
Ernst Carl Christian Bach (* 8. Juni 1785 in Ohrdruf; † 26. Juni 1859 ebenda) war ein deutscher evangelischer Geistlicher und Lehrer aus der Familie Bach.

## Leben
Bach studierte ab 1805 an der Universität Jena. Er wurde 1814 Subdiakon, 1817 Pastor an  St. Michael in Ohrdruf, im folgenden Jahr Konrektor am Gymnasium Gleichense. 1827 wurde er als Direktor des Gymnasiums nach Schaffhausen berufen, kehrte aber 1839 als Superintendent und Konsistorialrat nach Ohrdruf zurück. 
Bach war ein Urenkel des Ohrdrufer Organisten Johann Christoph Bach. 

## Veröffentlichungen (Auswahl)
- Geist der Römischen Elegie, oder auserlesene Gedichte aus Catull, Tibull, Properz und Ovid. Gotha 1823, urn:nbn:de:bvb:12-bsb10247470-1.
- Rede bey Eröffnung der neuen Schulanstalten zu Schaffhausen, am 30. Heumonat 1827. Schaffhausen 1827, doi:10.3931/e-rara-25951.
- Ueber Lehrgegenstände in den obersten Classen der Gelehrtenschulen. Schaffhausen 1832.